# 프랑스 타격군
프랑스 타격군(프랑스어: Force de Dissuasion)은 1961년 창설된 프랑스군의 부대이다. 핵무기를 통제하는 부대이며, 억지이론을 근거로 만들어졌다.
프랑스는 모든 지상 핵미사일을 비활성화했다. 1996년 1월 27일, 프랑스는 동년 9월 포괄적 핵실험 금지 조약에 서명하기 전 마지막으로 핵실험을 했다. 2008년 니콜라 사르코지 대통령은 프랑스 핵미사일 격납고의 실제 크기를 보여주는 보고서를 확인했고 프랑스 타격군에 290기의 미사일 탄두를 남기면서 프랑스 공군이 가지고 있는 핵미사일을 30%까지 감축시킬 것이라고 발표했다.

## 같이 보기
- 핵무기 보유국
- 핵무기
- 드골주의